# Paul Hazard
Pour les articles homonymes, voir Hazard.
Paul Gustave Marie Camille Hazard, né à Noordpeene le 30 août 1878 et mort à Paris le 12 avril 1944, est un historien et essayiste français.
Il est élu à l'Académie française en 1940.

## Biographie

### Formation
Petit-fils de deux instituteurs, fils d'un instituteur puis directeur d'école à Noordpeene puis Armentières en Flandre française et, enfin, Lille, Paul fréquente l'école du village et passe son certificat d'études à Arnèke. Il fait des études classiques au lycée d'Armentières qui porte aujourd'hui son nom, et obtient le premier prix de version latine lors de l'édition 1897 du concours général. Ancien élève de l'École normale supérieure (1899), promotion de 1900 après le service militaire, agrégé de lettres, il présente sa thèse, La Révolution française et les lettres italiennes (1789-1815), devant la Faculté des lettres de Lyon en 1910.

### Carrière
Professeur de rhétorique au lycée de Saint-Quentin (1905), puis de Reims (1907), il est chargé de cours de littérature moderne comparée à la Faculté des lettres de Lyon (1911), puis maître de conférence d'histoire de la littérature française à la Faculté des lettres de Paris (1913-1914). En 1921, il est cofondateur et codirecteur de la Revue de littérature comparée avec Fernand Baldensperger, et devient en 1925 titulaire de la chaire d'histoire des littératures comparées de l'Europe méridionale et de l'Amérique latine au Collège de France. Il a régulièrement enseigné à l'étranger pendant l'été : Santiago du Chili, Madrid, Columbia, Chicago, Harvard. Partisan convaincu de l'enseignement du flamand, il est membre des Compagnons de l'Université nouvelle.
Avant la guerre, il est président du jury du prix Jeunesse, fondé par Michel Bourrelier.
Il est mobilisé durant la Première Guerre mondiale à l'État-major du général d'Amade, puis capitaine interprète en Italie.
Son ouvrage majeur est La Crise de la conscience européenne, paru en 1935.
Le 11 janvier 1940, il est élu membre de l'Académie française, le dernier avant l'invasion allemande. Il n'y sera jamais reçu. L'Occupation et ses soucis ruinent sa santé. Il participe toutefois à une revue résistante, France de demain.
Il meurt à Paris le 12 avril 1944, peu de temps avant la Libération. Son épouse, Alice Planquais (épousée en 1922) est décédée en 1963.

## Publications
- La Révolution française et les lettres italiennes (1789-1815) (thèse, 1910).
- Giacomo Leopardi (1913).
- La Ville envahie (1916, sous le pseudonyme « Paul de Saint-Maurice »).
- Maman (1918, sous le pseudonyme « Paul Darmentières »).
- L'Italie vivante (1923).
- La Vie de Stendhal (1928).
- Avec Victor Hugo en exil (1930).
- Don Quichotte de Cervantès : étude et analyse (1931).
- Les Livres, les enfants et les hommes (1932).
- La Crise de la conscience européenne : 1680-1715, Paris, Boivin, 3 tomes (1 de texte et 2 de références; 1935).
- Le Visage de l'enfance (1937).
- Quatre études. Baudelaire. Romantiques. Sur un cycle poétique. L'Homme de sentiment (1940).
- La Pensée européenne au XVIIIe siècle, de Montesquieu à Lessing , Paris, Boivin, 3 tomes (1 de texte et 2 de références; 1946) [lire en ligne].

## Distinctions

### Décorations
- 1922 :  Chevalier de la Légion d'honneur le 15 juillet, en ayant reçu le grade d'Officier le 7 mars 1928.

### Prix
- 1911 : Prix Bordin de l’Académie française pour La Révolution française et les lettres italiennes (1789-1815)[6].
- 1912 : Prix d'éloquence de l'Académie française pour le Discours sur la langue française[6].
- 1919 : Prix Calmann Lévy de l'Académie française sous le pseudonyme Paul Darmentières.
- 1928 : Prix Broquette-Gonin de philosophie de l'Académie française pour l'ensemble de son œuvre[6].
- 1945 : Prix Louis-Barthou de l'Académie française pour l'édition de ses œuvres complètes (à titre posthume)[7].

## Hommage
À Armentières (Nord), une rue lui doit son nom, de même que le collège de garçons (devenu par la suite lycée Paul-Hazard) qu'il fréquenta.
À Noordpeene (Nord), la salle des fêtes porte le nom de Salle des Fêtes "Paul Hazard", en référence à son village de naissance.

## Note et références
1. ↑  « Le dossier de légionnaire porte à plusieurs endroits la date de naissance au 30 août », base Léonore, ministère français de la Culture.
2. 1 2  Charle 1986, p. 98.
3. ↑  « Les agrégés de l'enseignement secondaire. Répertoire 1809-1960 », sur cnrs.fr (consulté le 28 juin 2023).
4. ↑  Paul Hazard, Fonds Paul Hazard > Élection à l'Académie française : correspondance, tiré à part (lire en ligne).
5. ↑  Charle 1986, p. 99.
6. 1 2 3  Fiche sur le site de l'Académie française.
7. ↑  « Paul Hazard », sur Académie française (consulté le 28 juin 2023).